# Camelin
Camelin ist eine französische Gemeinde mit 436 Einwohnern (Stand 1. Januar 2022) im Département Aisne in der Region Hauts-de-France; sie gehört zum Arrondissement Laon und zum Kanton Vic-sur-Aisne.

## Geografie
Die Gemeinde Camelin liegt an der Grenze zum Département Oise, 25 Kilometer nordwestlich von Soissons und zehn Kilometer südöstlich von Noyon. Zu Camelin gehören die Ortsteile Bresson, Marivaux und Lombray.

## Geschichte
Während der Französischen Revolution wurde aus den Ortschaften Camelin und Le Fresne die Gemeinde Camelin et le Fresne gebildet, die später nur noch Camelin hieß. 1971 wurden die benachbarten Orte Marivaux und Lombray eingemeindet.

### Bevölkerungsentwicklung
| Jahr                       | 1962 | 1968 | 1975 | 1982 | 1990 | 1999 | 2006 | 2012 | 2021 |
| Einwohner                  | 326  | 324  | 389  | 402  | 401  | 424  | 438  | 446  | 447  |
| Quellen: Cassini und INSEE |      |      |      |      |      |      |      |      |      |

## Sehenswürdigkeiten
- Kirche St. Peter und Paul aus dem 11. Jahrhundert, Monument historique[1]
- Croix aux Héros, ein gravierter Megalith auf dem Friedhof, Monument historique[2]
- Schloss
- Kapelle Saint-Roch
- Kapelle Lombray

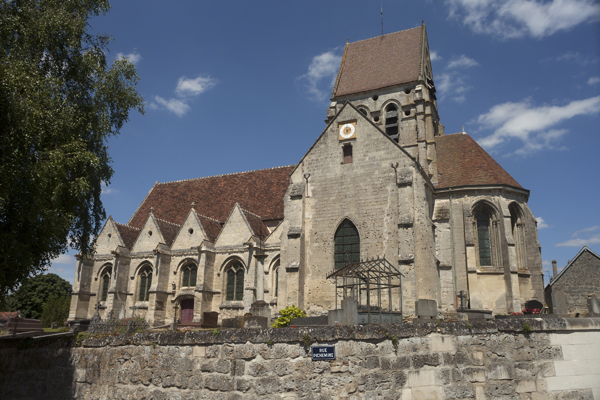
Kirche St. Peter und Paul
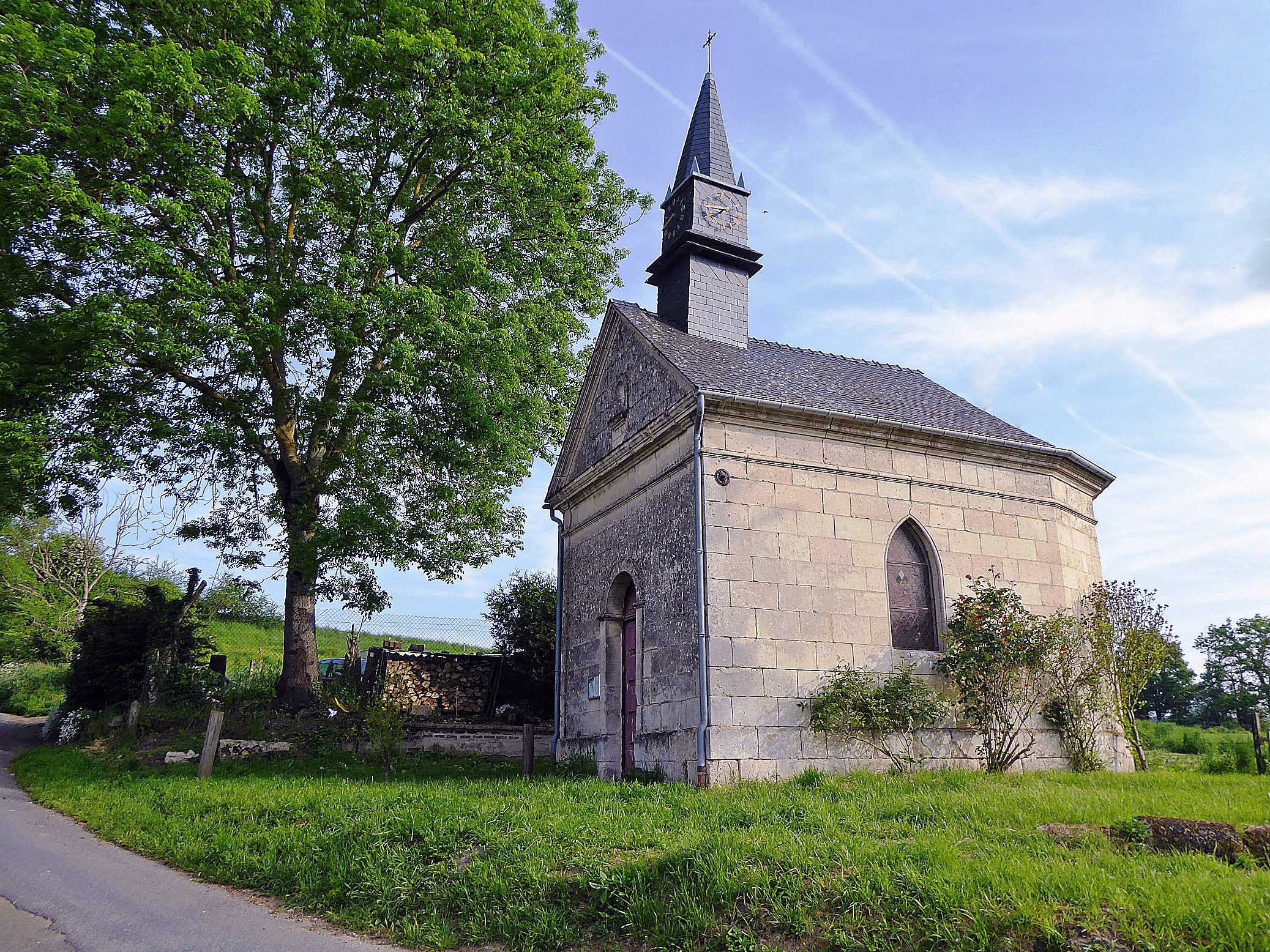
Kapelle im Ortsteil Lombray
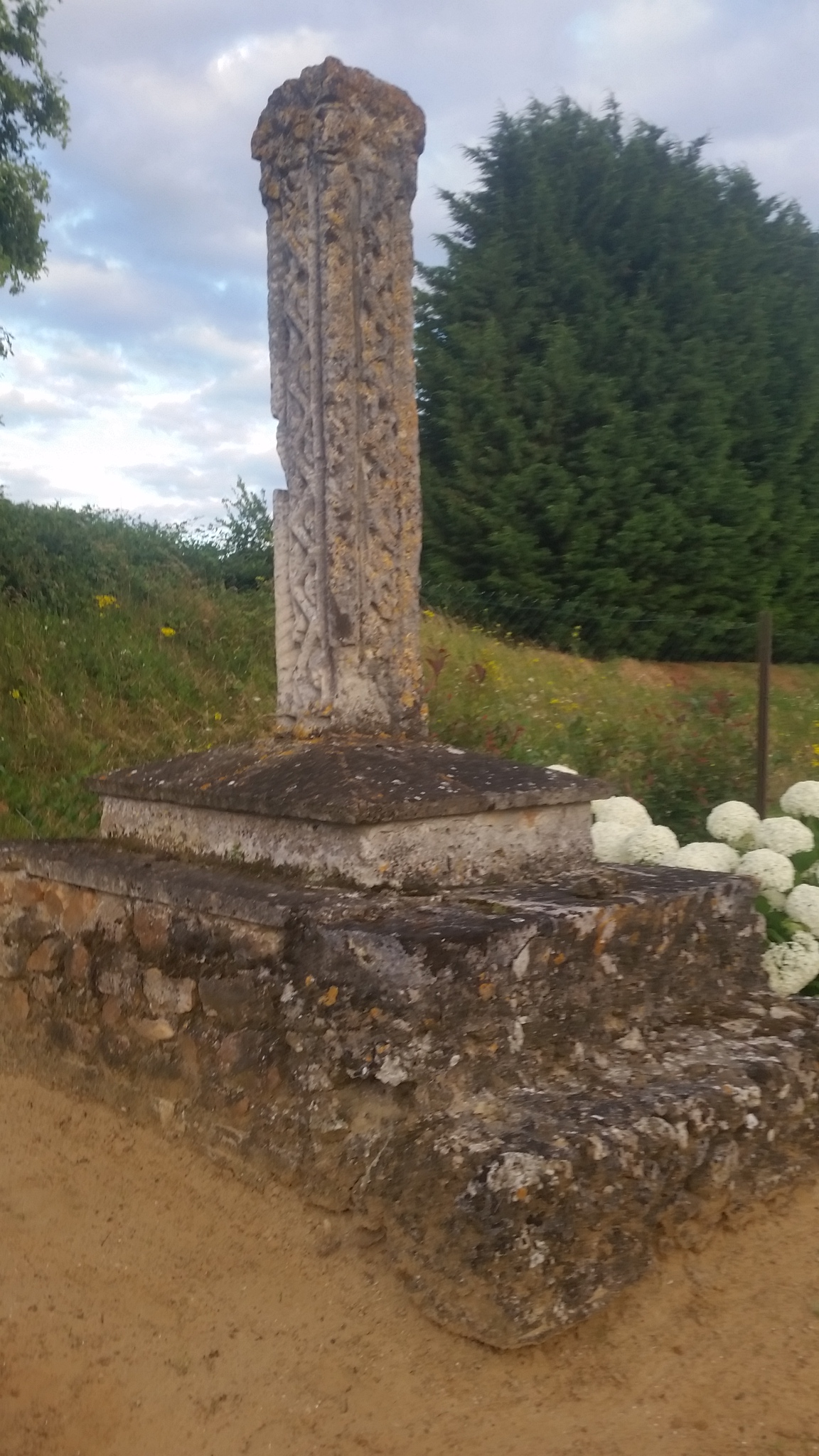
Gravierter Megalith Croix aux Héros